# Parione paucisecta
Parione paucisecta is een pissebed uit de familie Bopyridae. De wetenschappelijke naam van de soort is voor het eerst geldig gepubliceerd in 1904 door Richardson.